# The Great Silence
The Great Silence es el segundo álbum de estudio de la banda de metal gótico noruega Elusive, lanzado bajo la etiqueta alemana Pandaimonium Records el 27 de junio de 2005. 
Fue grabado y mezclado en The Black Rider Studio a mediados de 2005.

## Lista de canciones
Todas las canciones escritas por Tommy Olsson. Música por Elusive:
1. «Ride» - 5:42
2. «End Of Trail» - 5:55
3. «Fading Rose» - 6:17
4. «Lost In The Rain» - 5:16
5. «The Great Silence» - 8:32
6. «You» - 4:36
7. «She's A River» - 6:04
8. «Coming Home» -	5:20
9. «Summer»	- 6:04
10. «Outskirts» - 9:42
11. «Passage» - 6:06

## Personal

### Elusive
- Jan Kenneth Barkved – Vocales
- Tommy Olsson – Guitarras y programaciones
- Kristian Gundersen – Guitarras